# Krystyna Knypl
Krystyna Knypl, z domu Łapińska (ur. 1 stycznia 1945 w Łapach) – polska lekarka i dziennikarka medyczna, doktor nauk medycznych, specjalista chorób wewnętrznych i hipertensjologii, specjalista European Society of Hypertension, redaktor naczelna i wydawca „Gazety dla Lekarzy”.

## Życiorys
Ukończyła studia na Wydziale Lekarskim Akademii Medycznej w Warszawie w 1968 roku, natomiast w 1972 roku uzyskała specjalizację z chorób wewnętrznych I stopnia, w 1974 roku obroniła pracę doktorską „Zastosowanie ultrasonokardiografii do oceny stanu czynnościowego mięśnia sercowego”. W 1976 roku uzyskała specjalizację z chorób wewnętrznych II stopnia, w 2001 roku – tytuł specjalisty European Society of Hypertension, w 2006 roku – specjalizację z hipertensjologii.
W roku 2014 otrzymała Dyplom Uznania World Hypertension League za znaczące osiągnięcia (Notable Achievement in Dietary Sodium Reduction at the Population Level) w promocji diety niskosolnej na poziomie populacyjnym.
Jest wykładowcą na specjalistycznych konferencjach oraz seminariach dla lekarzy. Od 2007 roku jako @mimax2 prowadzi fotoblog „Modne Diagnozy”. Od 2016 roku pisze felietony dla amerykańskiego portalu dla lekarzy SERMO.

## Członkostwo w towarzystwach naukowych i stowarzyszeniach
Polskie Towarzystwo Kardiologiczne (od 1977), European Society of Cardiology (od 1977), Polskie Towarzystwo Nadciśnienia Tętniczego (1988–2013), European Society of Hypertension (2008–2013), Stowarzyszenie Dziennikarzy Polskich (2004-2023), International Federation of Journalists (2004–2008).

## Wybrane publikacje
- Maść tygrysia, czyli powołanie do medycyny (jako Krystyna Hal-Hublewska, 2003) ISBN 83-919508-0-8.
- Powieka modelki i inne opowiadania (jako Krystyna Hal-Hublewska, 2003) ISBN 83-919508-2-4.
- Przewodnik po nadciśnieniu tętniczym (2003) ISBN 83-919508-1-6.
- Belo Horizonte (jako Krystyna Hal-Hublewska, 2004) ISBN 83-919508-3-2.
- Randka pod sekwoją (2006) ISBN 83-919508-4-0.
- Podręcznik hipertensjologii (2007) ISBN 978-83-919508-5-2.
- Życie po byciu lekarzem (2009) ISBN 978-83-919508-6-9.
- Pocałunek uzależnienia (2012) ISBN 978-83-919508-7-6.
- Diagnoza: gorączka złota (2014) ISBN 978-83-919508-9-0.
- Maść tygrysia 3.0 (2017) ISBN 978-83-939070-1-4.
- Atrezja przełyku – 101 pytań i odpowiedzi (2017) ISBN 978-83-939070-2-1.
- Złoty Dyplom Lekarza (2019) ISBN 978-83-939070-4-5.
- Kaczka dziennikarska (2020) ISBN 978-83-939070-5-2.